# 로마 다우니
로마 다우니(Roma Downey, 1960년 6월 2일 ~ )는 북아일랜드의 배우 및 가수이다.

## 출연 작품

### 드라마
- 천사의 손길